# Музей Сергея Прокофьева (Москва)
Музе́й Серге́я Проко́фьева — музей, посвящённый жизни и деятельности композитора Сергея Прокофьева. Был открыт в 2008 году в качестве филиала Российского национального музея музыки, который до 2018-го носил название Музей музыкальной культуры имени Михаила Глинки. Музей расположен в квартире в Камергерском переулке, где музыкант прожил с 1947 по 1953 год. По состоянию на 2018-й, музейная экспозиция состоит из более чем двух тысяч предметов и включает в себя личные вещи, фотографии, архивные документы и библиотеку композитора.

## История
Квартира в Камергерском переулке принадлежала родителям Миры Мендельсон-Прокофьевой — второй жены композитора. В этом здании он написал музыку для балета «Сказ о каменном цветке», Седьмую симфонию, а также встречался с друзьями — пианистом Святославом Рихтером и виолончелистом Мстиславом Ростроповичем.
В 1968 году Мира Мендельсон-Прокофьева завещала документы, личные вещи, архив и бо́льшую часть библиотеки композитора Музею музыкальной культуры имени Михаила Глинки, однако из-за недостатка финансирования открытие музея состоялось только в 2008-м. В честь 125-летнего юбилея Прокофьева в 2016 году была открыта обновлённая экспозиция «Сергей Прокофьев — композитор, опередивший время», а также установлен памятник напротив здания музея.
По состоянию на 2018 год, при музее функционирует детская студия, а также проводятся концертные мероприятия и литературные вечера. Некоторые мероприятия организовываются совместно с фондом Прокофьева, созданным первой женой Линой Прокофьевой при Голдсмитском колледже Лондонского университета. Также в 2018 году музей объявил о создании лектория под названием «Петя и волки», в рамках которого будут проходить ежемесячные встречи с деятелями искусства, а ведущим мероприятий станет журналист и музыкант Пётр Поспелов.

## Экспозиция

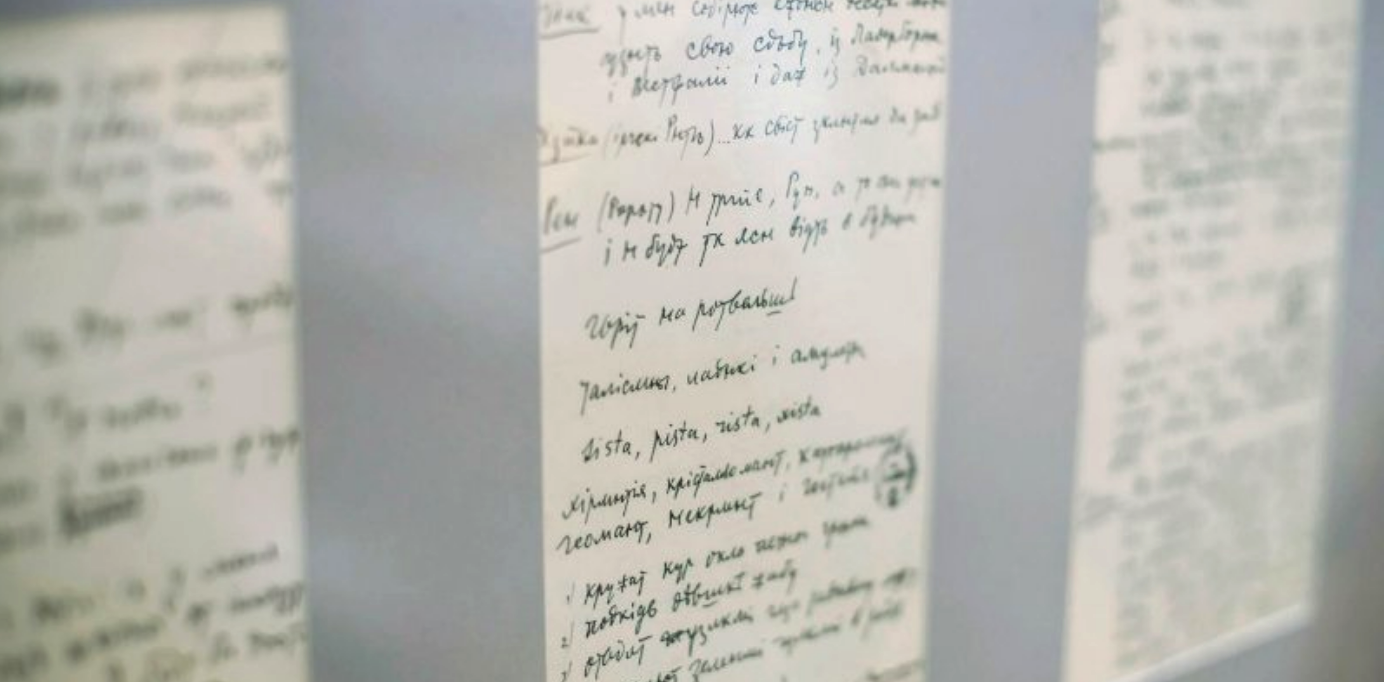
Письма Прокофьева в экспозиции музея, 2018 год

Экспозиция построена по хронологическому принципу и включает в себя более двух тысяч экспонатов: документы, фотографии, личные вещи, а также видеозаписи балетов и опер, поставленных по произведениям музыканта. Часть предметов, таких как чемодан, деревянная кофемолка, шкаф, ноты и книги, были переданы в коллекцию близкими друзьями и родственниками музыканта.
Каждый зал оформлен в отдельном архитектурном стиле, начиная от классицизма и заканчивая конструктивизмом, — это сделано для того, чтобы показать разнообразие стилистических элементов в произведениях Прокофьева. В артистической гостиной пол раскрашен в виде шахматной доски — любимого хобби композитора. По периметру зала висят эскизы к костюмам и декорациям работы художников Вадима Рындина, Валерия Левенталя, Исаака Рабиновича, Георгия Якулова, а также фотографии и картины с театральных постановок. Рядом представлен рояль музыканта.
Мемориальный кабинет Прокофьева восстановлен по заметкам и воспоминаниям современников. В комнате представлены пианино, стол, печатная машинка, карандаши, а также шахматная доска и рулетка, подаренная музею внуком композитора — одной из страстей музыканта была любовь к измерению вещей. Рядом экспонируются макеты кабинетов Прокофьева, сделанные графиком Борисом Успенским. На пианино лежат издания «Урок родного языка» 1951 года и оратория «На страже мира», над которыми композитор работал в последние годы жизни.
Из кабинета можно попасть в мемориальную библиотеку, оформленную в стиле советских публичных заведений 1930—1950-х годов. Книжная коллекция включает в себя личные библиотеки не только Прокофьева, но и композиторов Николая Мясковского и Бориса Асафьева (литературный псевдоним — Игорь Глебов) — лучших друзей музыканта со времён обучения в Петербургской консерватории.